# John Dryden

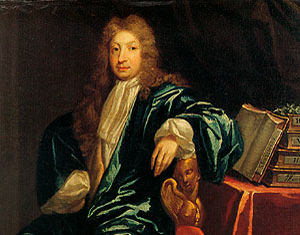
John Dryden

John Dryden (Aldwinkle (Northamptonshire), 19 augustus 1631 – Londen, 12 mei 1700) was een Engels toneelschrijver, dichter, essayist, vertaler en literatuurcriticus. Tijdens de Engelse Restauratie was hij zo toonaangevend dat in literaire kringen gesproken werd over "the Age of Dryden". Walter Scott noemde hem "Glorious John." Dryden werd benoemd tot Poet Laureate in 1667.
Dryden ontving zijn opleiding aan de Westminster School en op Trinity College aan de Universiteit van Cambridge. Daarna trok hij naar Londen (1657) en begon hij te schrijven.
Aanvankelijk probeerde hij voordeel te halen uit het feit dat zijn ouders de toen heersende Oliver Cromwell steunden. Hij verheerlijkte hem in zijn Heroic stanzas (1658). Na de terugkeer van de Stuarts koos hij echter de kant van de royalisten en begroette koning Karel II in Astraea Redux (1660). Met dit werk maakte hij enige naam.
Daarna volgden zijn gedichten Coronation (1661), To Lord Clarendon (1662), To Dr. Charleton (1663), To the Duchess of York (1665) en het zeer succesvolle Annus Mirabilis (1667), dat hoofdzakelijk gaat over de oorlog met de Verenigde Nederlanden en de Grote brand van Londen in 1666.
Om financiële redenen was hij in 1662 begonnen met het schrijven van drama. Zijn eerste stuk, The Wild Gallant (1663), werd geen succes, maar zijn werk The Indian Queen uit 1664 sloeg wel aan. Hij schreef dit stuk samen met Sir Robert Howard in een poging een nieuw soort toneel te ontwikkelen, enigszins bombastisch en geschreven in 'heroic stanzas'. Het genre kende geen lang bestaan, vooral door het scherp-satirische stuk The Rehearsal van George Villiers. Niettemin schreef Dryden nog enkele stukken in dit genre: The Indian Emperor, een fictief verslag van de verovering van Mexico door de Spanjaarden (1665) en Secret Love (1667), waarin zijn overgang naar het komische genre duidelijk wordt. The Conquest of Granada is een klassieke ‘heroïsche’ tragedie in twee delen, bestaande uit in totaal tien bedrijven. Dit stuk bevat tevens het idyllische gedicht ‘Beneath a Myrtle Shade’.
Na de dood van William Davenant werd Dryden Poet Laureate. Hij vleide zijn begunstigers in zijn satirische gedichten Absalom and Achitophel (1681) en The Medal (1682), beide gericht tegen de politieke partij van de Whig Party. MacFlecknoe, dat hij vermoedelijk rond 1676 geschreven moet hebben maar dat pas in 1682 gepubliceerd werd, is een scherpe aanval op Thomas Shadwell en een van Drydens notoirste satires: Flecknoe (een verwijzing naar de zeer middelmatige dichter Richard Flecknoe), koning van het rijk der Onzin, is op zijn sterfbed op zoek naar een waardige opvolger, en concludeert dat enkel Shadwell geschikt is, omdat hij een gave voor saaiheid en inconsequentie bezit. Zijn stuk The Spanish Fryar is een aanval op de jezuïeten, Marriage à la mode spot met de alomtegenwoordigheid van de Franse cultuur in het zeventiende-eeuwse Engeland. Amboyna, over de Ambonse Moord, is dan weer een aanval op de Nederlanders.
In Religio laici (1664) verdedigde hij de Anglicaanse Kerk, maar onder Jacobus II ging hij over tot de Rooms-Katholieke Kerk. Hij verdedigde zijn overstap in het allegorische gedicht The Hind and the Panther uit 1687, zijn meest complexe dichtwerk, dat echter door het lezerspubliek grotendeels genegeerd werd. Rond 1680 ontpopte Dryden zich tot een notoir satiricus. Na de val van Jacobus in de Glorious Revolution van 1688 verloor Dryden het ambt van Poet Laureate. 
Hij bleef toneelstukken schrijven, waarvan All for Love (1678) het bekendst is gebleven. Naar eigen zeggen was dit  het enige stuk dat hij voor zijn eigen plezier had geschreven, en hij was er zelf zeer tevreden over. 
In de jaren 1680 concentreerde hij zich weer meer op poëzie. Zijn behandeling van de vorm, rijmende 'couplets' (groepen van steeds twee bij elkaar horende regels), werd en wordt briljant genoemd. Hij bleef ook nog voor het toneel schrijven en vertaalde werken van Vergilius, Ovidius, Horatius, Homerus, Lucretius, Juvenalis, Persius en Boccaccio, naast een hertaling van enkele verhalen uit The Canterbury Tales uit het Middelengels naar het (17de-eeuws) modern Engels. Ook schreef hij enkele libretto's, waaronder dat voor King Arthur, or the British Worthy, dat in 1692 in première ging met algauw beroemd geworden muziek van Henry Purcell. Zijn masque Albion and Albanius, op muziek van Louis Grabu, was bedoeld als ophemeling van Karel II en werd tijdens het schrijven aangepast toen de koning plotseling overleed.
Dryden had verscheidene beschermheren, onder wie John Sheffield, graaf van Mulgrave, en diverse koningsgezinde politici. Mulgrave schreef een anoniem werk getiteld An Essay on Satyr, waarin hij onder anderen de hertogin van Portsmouth (minnares van Karel II) en John Wilmot, graaf van Rochester, aanviel. Dryden werd verkeerdelijk voor de auteur van dit pamflet gehouden, en in de nacht van 18 op 19 december 1679 werd hij, toen uit het koffiehuis kwam, door een groep gemaskerden in elkaar geslagen. De opdrachtgevers waren waarschijnlijk de hertogin en de graaf.
John Dryden overleed op 68-jarige leeftijd in 1700 en werd, na een eerste begrafenis in zijn lokale kerk, herbegraven in Westminster Abbey. Men noemt hem soms wel 'the Father of English Prose'. Een van zijn laatste werken was The Secular Masque, waarin hij enkele goden het jaar 1700 laat verwelkomen en terugblikt op de vrolijke periode die het Restoration-tijdperk was geweest. In dit dichtwerk (met verloren gegane muziek van Jeremiah Clarke) mijmeren de goden over de onbezorgdheid van de vroege 17de eeuw.
Janus. Then our Age was in it’s Prime :
Chronos. Free from Rage.
Diana. And free from Crime.
Momus. A very merry, Dancing, Drinking,
Laughing, Quaffing, and unthinking Time.
Dryden schreef talrijke epilogen en gelegenheidsgedichten. Zijn toneelstukken worden veelal voorafgegaan door literaire essays, waarin hij zijn denkbeelden over goede literatuur uiteenzet. Zijn scherpe, analytische ontleding van de gebreken van andere dichters leverde hem in zijn tijd weinig vrienden in literaire kringen op. Hij sprak daarentegen zijn hele leven zijn erkentelijkheid uit jegens de directeur van Westminster School, Dr. Richard Busby.

## Literaire betekenis
Na John Donne en John Milton was John Dryden mogelijk de grootste Engelse dichter van de zeventiende eeuw. Na William Shakespeare en Ben Jonson was hij de grootste toneelschrijver. En hij had zijns gelijke niet als schrijver van proza - vooral literaire kritiek - en als vertaler. Andere figuren, zoals George Herbert of Andrew Marvell,  William Wycherley of William Congreve zijn misschien meer prominent aanwezig in bloemlezingen en in de literatuurgeschiedenis, maar Drydens productie van zowel poëzie als drama is minstens even indrukwekkend. Na Shakespeare schreef hij het grootste heroïsche toneelstuk van de eeuw, The Conquest of Granada (1670, 1671), en de grootste tragikomedie, Marriage A-la-Mode (1671). Hij schreef de grootste tragedie van de Restauratie, All for Love (1677), de grootste tragikomedie, Don Sebastian (1689), en een van de grootste komedies, Amphitryon (1690).